# Acacia hirta
Acacia hirta é uma espécie de leguminosa do gênero Acacia, pertencente à família Fabaceae.